# Autotrasfusione
L'autotrasfusione è una procedura di trasfusione, definita autologa, in cui si preleva il sangue da un paziente al fine di trasfonderlo allo stesso paziente in caso di necessità: il donatore e il ricevente sono la stessa persona.
È una tecnica utilizzata per evitare la trasfusione di sangue proveniente da un’altra persona.
In passato era praticata per ottenere presunte stimolazioni delle difese immunitarie o per migliorare le prestazioni atletiche.